# Дреснівський (заказник)
Дресні́вський  — гідрологічний заказник місцевого значення. Розташований між селами Миколаївка та Янжулівка Семенівського району Чернігівської області.

## Загальні відомості
Гідрологічний заказник місцевого значення «Дреснівський» створений рішенням Чернігівського облвиконкому від 27 грудня 1984 року № 454.
Заказник загальною площею 100 га розташований на землях Янжулівської та Миколаївської сільських рад Семенівського району Чернігівської області.

## Завдання
Заказник створений з метою охорони та збереження в природному стані болотного масиву, що має велике значення в регулюванні водного режиму прилеглих територій.